# Bahnhof Muroran
Der Bahnhof Muroran (jap. 室蘭駅, Muroran-eki) ist ein Bahnhof auf der japanischen Insel Hokkaidō. Er befindet sich in der Unterpräfektur Iburi auf dem Gebiet der Stadt Muroran.

## Verbindungen
Muroran liegt am Ende einer sieben Kilometer langen Zweigstrecke der Muroran-Hauptlinie. Sie beginnt im Bahnhof Higashi-Muroran, verläuft vollständig auf Stadtgebiet und wird von der Gesellschaft JR Hokkaido betrieben. Der Bahnhof ist Endstation der fünfmal täglich verkehrenden Suzuran-Schnellzüge über Tomakomai nach Sapporo (weitere Anschlüsse an den Fernverkehr bestehen in Higashi-Muroran). Hinzu kommen Regionalzüge zwischen Muroran und Higashi-Muroran.
An der Straße, die am Bahnhof vorbeiführt, befinden sich Bushaltestellen, die von Linien der Gesellschaften Hokkaidō Chūō Bus und Dōnan Bus bedient werden.

## Anlage
Der Kopfbahnhof liegt im Stadtteil Chūō-chō und besitzt zwei Gleise an einem Mittelbahnsteig. Dieser führt zum querliegenden Empfangsgebäude, dessen Turmform einen markanten städtebaulichen Akzent setzt.
Der heutige Bahnhof entstand 1997 und ersetzte das frühere Bahnhofsgebäude aus dem Jahr 1912. Dieses befindet sich nordwestlich in unmittelbarer Nähe des Hafens. Es ist das älteste aus Holz errichtete Bahnhofsgebäude auf Hokkaidō und wird heute als Touristeninformationszentrum genutzt. 1999 wurde es in die Liste der materiellen Kultürgüter Japans aufgenommen, seit 2010 gehört es zu den Japanischen Eisenbahndenkmälern.

## Bilder

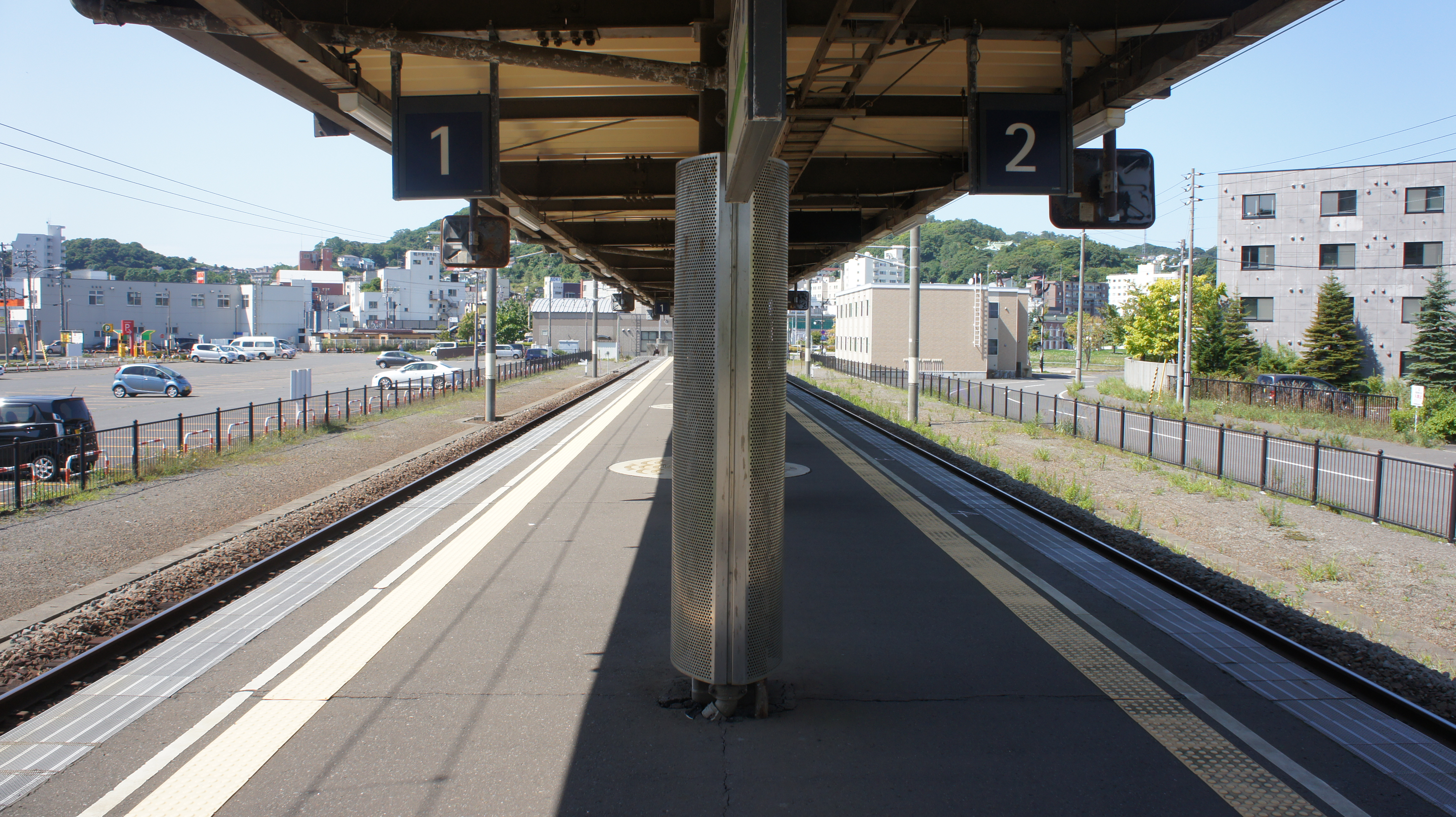
Bahnsteig
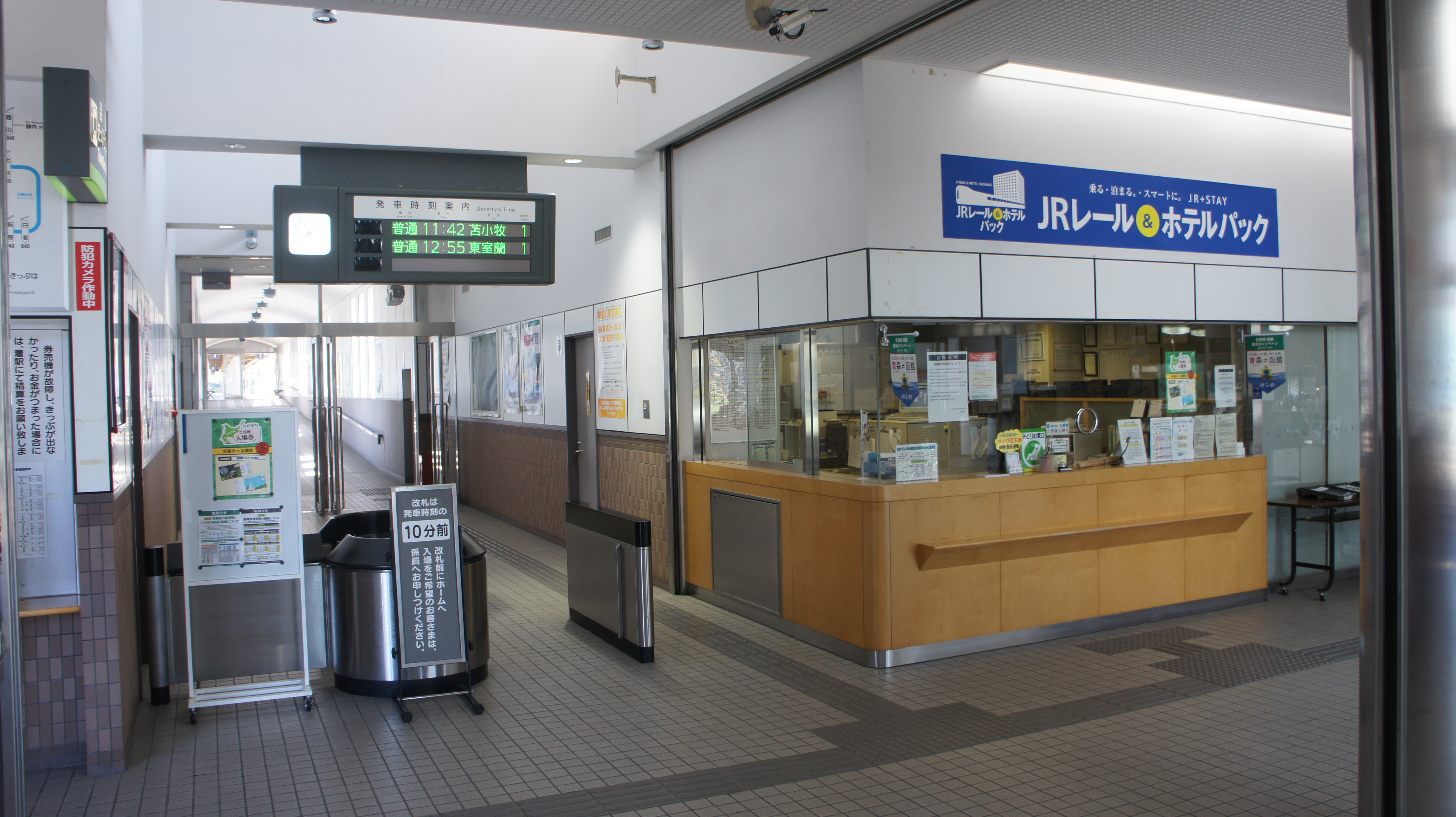
Verkaufsschalter
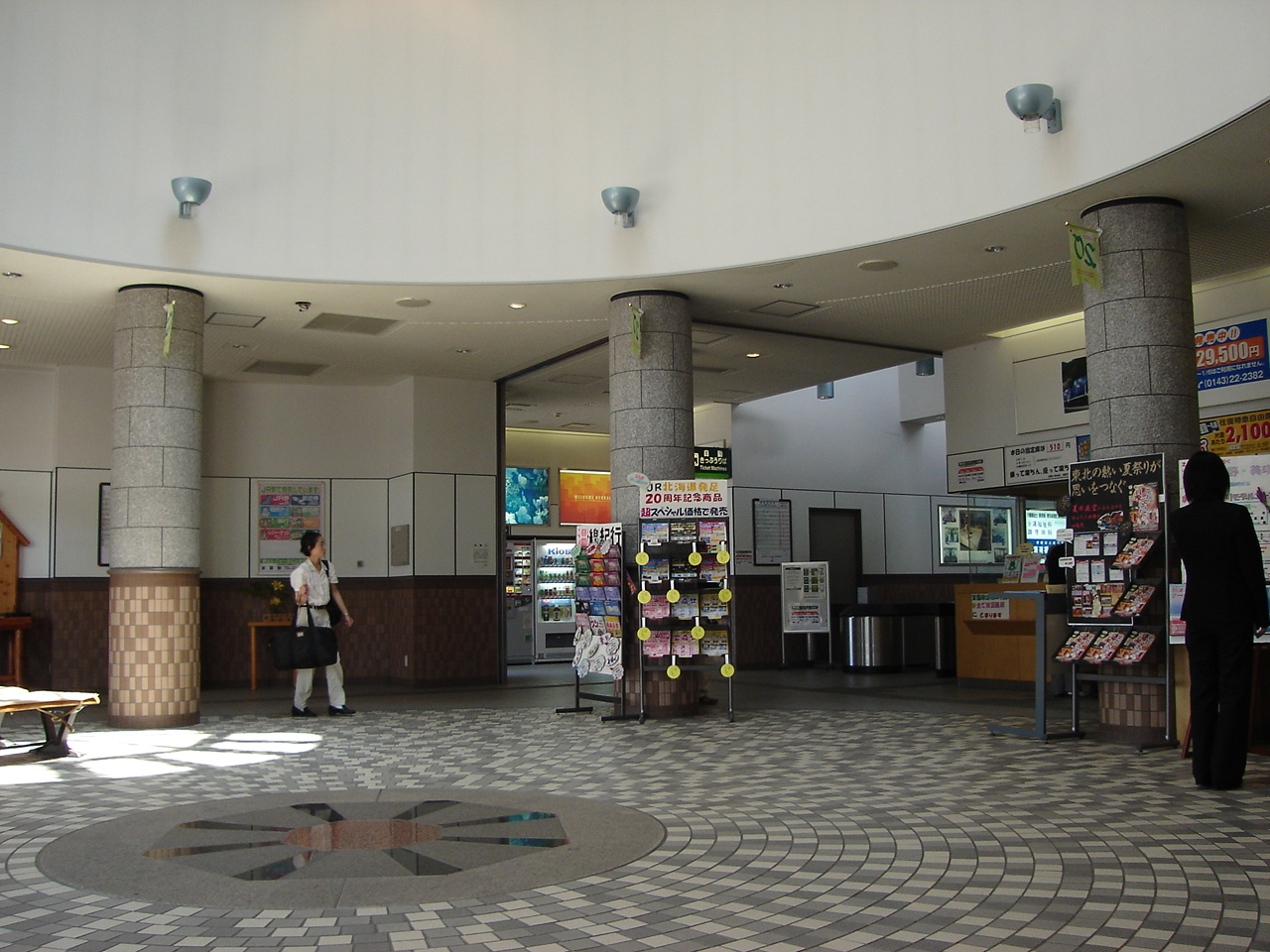
Haupthalle
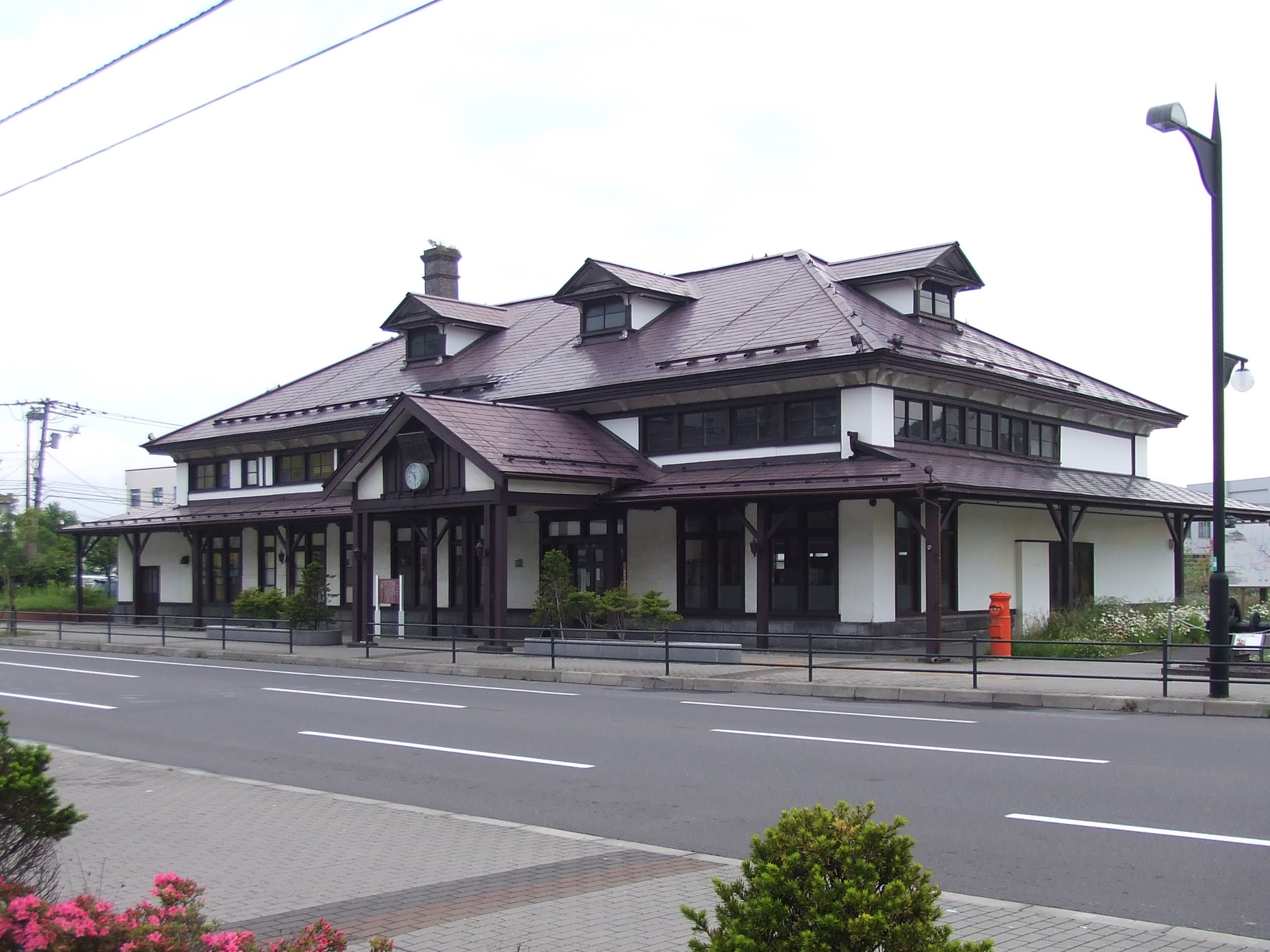
Ehemaliges Bahnhofsgebäude (Juni 2007)
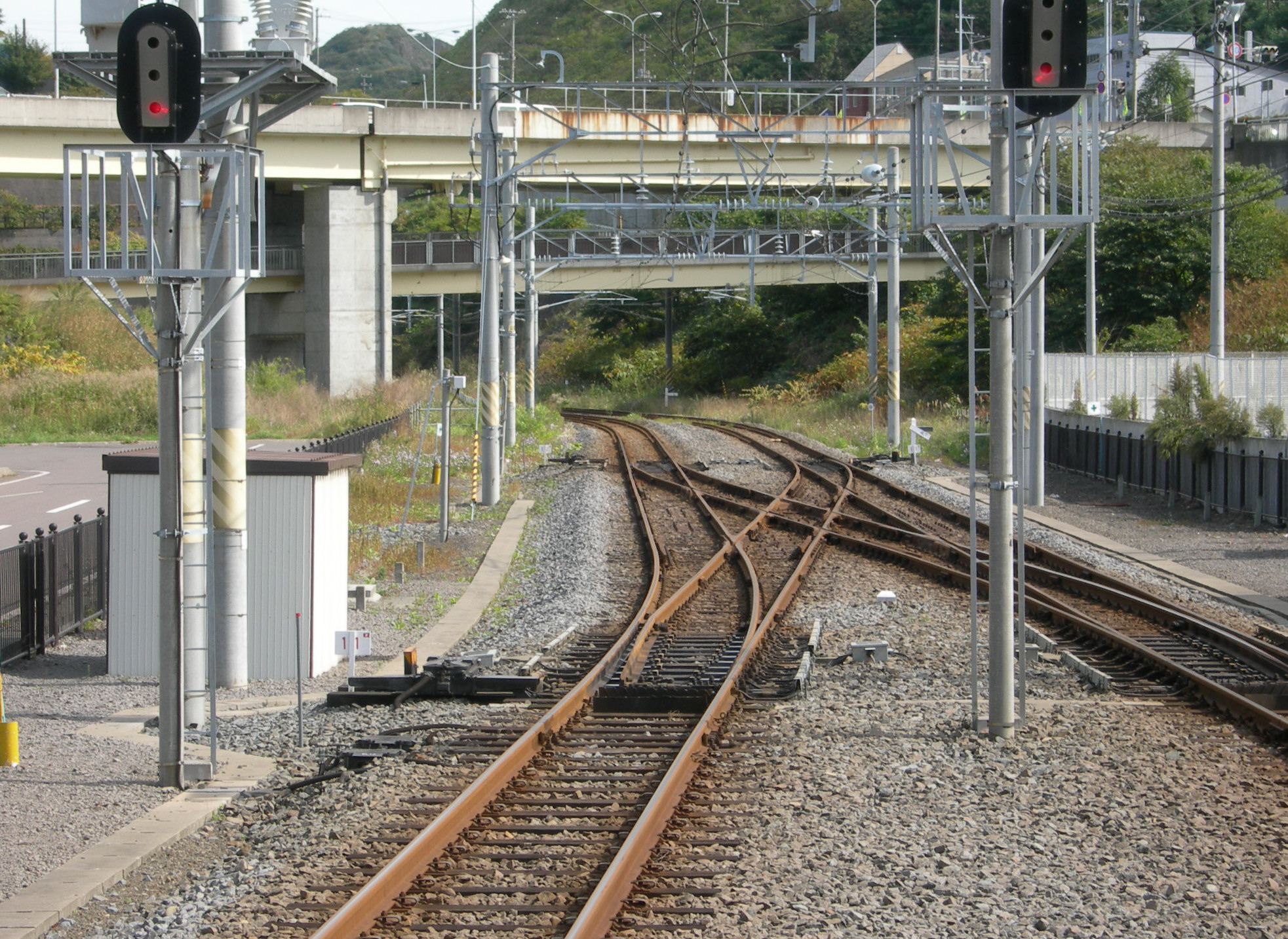
Blick Richtung Hakoi (Oktober 2007)

## Linien
| Verlauf der Muroran-Hauptlinie |
| --- |
| Oshamambe • Shizukari • Koboro • Rebun • Ōkishi • Toyoura • Tōya • Usu • Nagawa • Datemombetsu • Kita-Funaoka • Mareppu • Kogane • Sakimori • Moto-Wanishi • Higashi-Muroran • Washibetsu • Horobetsu • Tomiura • Noboribetsu • Kojōhama • Takeura • Kita-Yoshihara • Hagino • Shiraoi • Shadai • Nishikioka • Itoi • Aoba • Tomakomai • Numanohata • Toasa • Hayakita • Abira • Oiwake • Mikawa • Furusan • Yuni • Kuriyama • Kurioka • Kurisawa • Shibun • Iwamizawa Muroran-Zweigstrecke: Higashi-Muroran • Wanishi • Misaki • Bokoi • Muroran |

## Geschichte

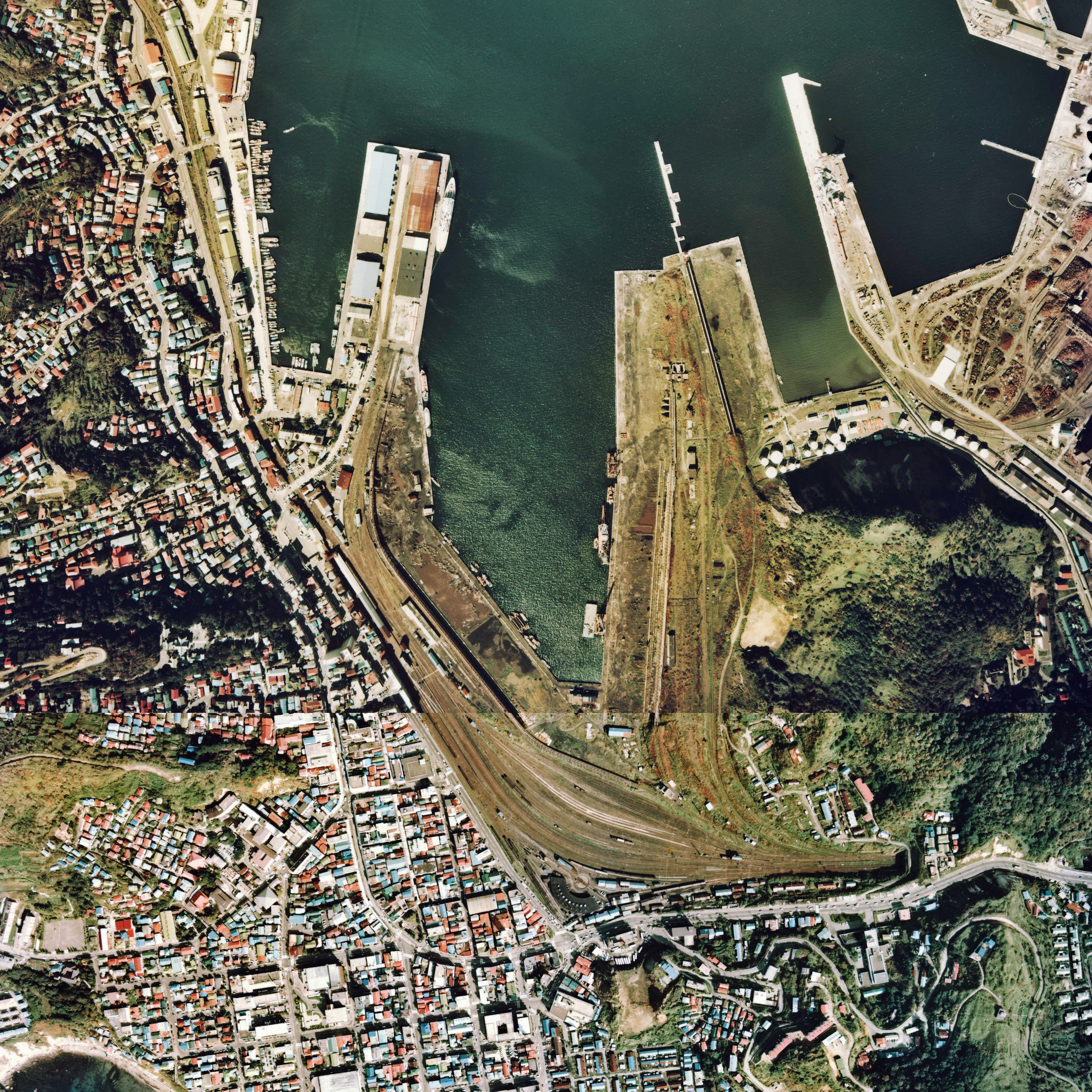
Luftansicht (1976)

Die Bergbau- und Bahngesellschaft Hokkaidō Tankō Tetsudō eröffnete am 1. Juli 1897 den Abschnitt zwischen Muroran und Higashi-Muroran, wo sie auf die fünf Jahre zuvor errichtete Strecke nach Iwamizawa traf. Die Zweigstrecke war Teil eines umfangreichen Projekts zum Bau eines Hochseehafens, sie komplettierte auch die Verbindung von den Bergwerken im Ishikari-Kohlerevier um Iwamizawa zu den Stahlwerken von Muroran. Nach der Verstaatlichung der Hokkaidō Tankō Tetsudō am 1. Juli 1906 war das Eisenbahnamt (das spätere Eisenbahnministerium) zuständig. Es baute 1910 den Abschnitt Muroran–Higashi-Muroran zweigleisig aus. 1912 erhielt der Bahnhof einen neuen Standort.
1960 verlängerte die Japanische Staatsbahn die Zweigstrecke zum neuen Güterbahnhof Nishi-Muroran, der jedoch nur bis 1985 in Betrieb war. Die gesamte Zweigstrecke wurde am 1. Oktober 1980 elektrifiziert. Am 14. März 1985 stellte die Staatsbahn die Gepäckaufgabe aus Kostengründen ein. Im Rahmen der Staatsbahnprivatisierung ging der Bahnhof am 1. April 1987 in den Besitz der neuen Gesellschaft JR Hokkaido über. Das Unternehmen verkürzte die Strecke um 1,1 Kilometer und nahm am 1. Oktober 1997 den neuen Bahnhof in Betrieb, während es den alten Bahnhof an die Stadt Muroran verkaufte.